# Banisia venustula
Banisia venustula är en fjärilsart som beskrevs av W. Warren 1905. Banisia venustula ingår i släktet Banisia och familjen Thyrididae. Inga underarter finns listade i Catalogue of Life.